# ويزلي بيلي
ويزلي بيلي (بالإنجليزية: Wesley Bailey)‏ هو محرر وصحفي أمريكي، ولد في 1808، وتوفي في 26 فبراير 1889.